# Behm (fińska piosenkarka)
Rita Marketta Behm (ur. 26 października 1994 w Holloli) – fińska piosenkarka oraz autorka tekstów używającą swojego nazwiska jako pseudonimu artystycznego. Ponadto pisze piosenki dla innych artystów.

## Kariera
Behm podpisała umowę z wytwórnią muzyczną Warner Music Finland w roku 2018. Jej pierwszym singlem, który został przez nią skomponowany oraz napisany, został "Hei rakas" (po polsku "Cześć kochanie"). Utwór wyprodukowano we współpracy z Sakke Aalto i Kashwellem, a opublikowano go 20 września 2019 roku. Utwór szybko stał się popularny – wspiął się na pierwsze miejsce listy singlów fińskich "Suomen virallinen lista", gdzie utrzymywał się dziewięć tygodni. Na początku roku 2020 utwór pojawił się na szczycie listy przebojów radiowych, gdzie figurował przez tydzień. W marcu 2020 roku wydany został drugi autorski singiel – "Tivolit".
W sierpniu roku 2020, wówczas trzeci singiel – "Frida" – został ostatnim opublikowanym przed skompletowaniem i wypuszczeniem pierwszego albumu "Draaman kaari viehättää". Wszystkie dziesięć piosenek szybko zyskały na popularności – już w dniu wydania dostały się do top 14 piosenek na fińskim Spotify. Albumu słuchało w weekend jego wydania ponad 2,2 miliona ludzi, czyniąc go najchętniej słuchanym debiutanckim albumem w fińskiej historii muzyki.

## Życie prywatne
Jako dziecko, Behm uczęszczała kilka lat na zajęcia z gry na pianinie, jednak nigdy nie nauczyła się odczytywać nut – gra na instrumencie "ze słuchu". Poza lekcjami z lat dzieciństwa, nie uczyła się nigdzie indziej muzyki – jest samoukiem.

## Albumy
- Draaman kaari viehättää (2020)
- Merkittävät erot  (2023)

## Dyskografia

### Single
| Tytuł                     | Rok  | Album                   |
| ------------------------- | ---- | ----------------------- |
| "Hei rakas"               | 2019 | Draaman kaari viehättää |
| "Tivolit"                 | 2020 | Draaman kaari viehättää |
| "Frida"                   | 2020 | Draaman kaari viehättää |
| "Lupaan"                  | 2020 | Draaman kaari viehättää |
| "Life (Sun luo)"          | 2021 | -                       |
| "Ethän tarkoittanut sitä" | 2022 | Merkittävät erot        |
| "Sata vuotta"             | 2023 | Merkittävät erot        |
| "Viimeinen tanssi"        | 2023 | Merkittävät erot        |
| "Tunnista tuntiin"        | 2024 | -                       |

### Inne
| Tytuł                             | Rok  | Album                   |
| --------------------------------- | ---- | ----------------------- |
| ”Päästä varpaisiin”               | 2020 | Draaman kaari viehättää |
| ”Minä vai maailma”                | 2020 | Draaman kaari viehättää |
| ”Yhtä vaille kaksi”               | 2020 | Draaman kaari viehättää |
| ”Unia”                            | 2020 | Draaman kaari viehättää |
| ”Apokalyptinen häpeä”             | 2020 | Draaman kaari viehättää |
| ”Riipun”                          | 2020 | Draaman kaari viehättää |
| ”Syntymäpäivä! (Vielä krran jee)” | 2023 | Merkittävät erot        |
| ”Sinä lähdet, minä jään”          | 2023 | Merkittävät erot        |
| ”Tylsät ihmiset”                  | 2023 | Merkittävät erot        |
| ”Polvet edellä puimuriin”         | 2023 | Merkittävät erot        |
| ”Egokatastrofi”                   | 2023 | Merkittävät erot        |
| ”Auringon suutelema”              | 2023 | Merkittävät erot        |
| ”Punaisia neilikoita”             | 2023 | Merkittävät erot        |

### Gościnnie
| Rok  | Artysta     | Piosenka           | Źródło |
| ---- | ----------- | ------------------ | ------ |
| 2017 | Pikku G     | ”Solmussa”         | [ 9 ]  |
| 2018 | Ollie       | ”Valot”            | [ 10 ] |
| 2018 | edi         | ”Pahoja tapoja”    | [ 11 ] |
| 2019 | Keko Salata | ”Vanha”            | [ 12 ] |
| 2019 | Keko Salata | ”Tavallinen”       | [ 12 ] |
| 2021 | Cledos      | ”Life (Sun luo)”   | [ 13 ] |
| 2024 | Ege Zulu    | ”Tunnista tuntiin” | [ 14 ] |